# Georges Mikautadze
Georges Mikautadze (gruz. ჟორჟ მიქაუტაძე; ur. 31 października 2000 w Lyonie) – gruziński piłkarz, grający na pozycji napastnika we francuskim klubie Olympique Lyon oraz w reprezentacji Gruzji. Uczestnik Mistrzostw Europy 2024.

## Kariera klubowa
Swoją karierę piłkarską Mikautadze rozpoczynał w juniorach takich francuskich klubów jak: Football Club De Gerland (2007-2008), Olympique Lyon (2008-2015), AS Saint-Priest (2015-2016) i FC Metz (2016-2017). W latach 2017–2020 grał w rezerwach FC Metz, a w 2019 roku awansował do pierwszej drużyny. 7 grudnia 2019 zadebiutował w jego barwach w Ligue 1 w przegranym 1:4 wyjazdowym meczu z OGC Nice.
Latem 2020 Mikautadze został wypożyczony do belgijskiego drugoligowca, RFC Seraing. Swój debiut w nim zaliczył 24 sierpnia 2020 w wygranym 5:3 wyjazdowym meczu z Lommel i w debiucie strzelił 4 gole. W sezonie 2020/2021 strzelił łącznie 19 goli i przyczynił się do awansu Seraing do pierwszej ligi. Latem 2021 jego wypożyczenie do Seraing zostało przedłużone.
| Sezon   | Klub        | Kraj    | Rozgrywki       | Mecze | Gole |
| ------- | ----------- | ------- | --------------- | ----- | ---- |
| 2017/18 | FC Metz B   | Francja | National 3      | 6     | 1    |
| 2018/19 | FC Metz B   | Francja | R1 Grand-Est    | ?     | ?    |
| 2019/20 | FC Metz     | Francja | Ligue 1         | 1     | 0    |
| 2019/20 | FC Metz B   | Francja | National 3      | 18    | 8    |
| 2020/21 | RFC Seraing | Belgia  | Eerste klasse B | 21    | 19   |
| 2021/22 | FC Metz     | Francja | Ligue 1         | 1     | 0    |

## Kariera reprezentacyjna
W reprezentacji Gruzji Mikautadze zadebiutował 25 marca 2021 w przegranym 0:1 meczu eliminacji do MŚ 2022 ze Szwecją, rozegranym w Solnie, gdy w 84. minucie zmienił Giorgiego Kwilitaię. 2 czerwca 2021 w zwycięskim 2:1 towarzyskim meczu z Rumunią strzelił pierwszego gola w kadrze narodowej. 
Z 3 bramkami na koncie został jednym z sześciu królów strzelców Mistrzostw Europy 2024.

## Odznaczenia
- Order Honoru – 2024[2][3][4][5]